# 푸른들판로
푸른들판로(Pureundeulpan-ro) 화성시 향남읍 도이교차로에서 매송면 매송교차로를 잇는 도로이다.

## 연혁
- 2009년 3월 5일: 도로명으로 푸른들판로를 고시

## 주요 경유지
경기도
- 화성시 (향남읍 . 팔탄면 . 비봉면 . 매송면)

## 노선
| 이름                                     | 접속노선                                             | 소재지        | 소재지        | 비고                  |
| 발안로와 직결                            | 발안로와 직결                                        | 발안로와 직결 | 발안로와 직결 | 발안로와 직결         |
| ---------------------------------------- | ---------------------------------------------------- | ------------- | ------------- | --------------------- |
| 도이 교차로                              | 국도 제82호선 (포승향남로)                           | 화성시        | 향남읍        |                       |
| 종합운동장 교차로                        | 향남로                                               | 화성시        | 향남읍        |                       |
| 하가든천교                               |                                                      | 화성시        | 향남읍        |                       |
| 장짐 교차로                              | 삼천병마로                                           | 화성시        | 향남읍        |                       |
| 화성고 교차로                            | 발안서로                                             | 화성시        | 향남읍        |                       |
| 화성고교앞삼거리                         | 배터길                                               | 화성시        | 향남읍        |                       |
| 장짐삼거리                               | 발안만세길                                           | 화성시        | 향남읍        |                       |
| 지월입구삼거리                           |                                                      | 화성시        | 팔탄면        |                       |
| 구장교                                   |                                                      | 화성시        | 팔탄면        |                       |
| 팔탄검문소앞                             | 지방도 제310호선 (온천로)                            | 화성시        | 팔탄면        | 지방도 제310호선 구간 |
| 구장삼거리                               | 지방도 제310호선 (마당바위로)                        | 화성시        | 팔탄면        | 지방도 제310호선 구간 |
| 구장사거리                               | 지방도 제318호선 (시청로)                            | 화성시        | 팔탄면        |                       |
| 자안교                                   |                                                      | 화성시        | 팔탄면        |                       |
| 청요사거리                               | 지방도 제322호선 (주석로)                            | 화성시        | 비봉면        |                       |
| 자안 교차로                              | 국도 제39호선 (서해로)                               | 화성시        | 비봉면        | 하행 진출만 가능      |
| 남비봉팔탄 나들목                        | 400호선 수도권제2순환고속도로 국도 제39호선 (서해로) | 화성시        | 비봉면        |                       |
| 양노 교차로                              | 국도 제39호선 (서해로)                               | 화성시        | 비봉면        |                       |
| 비봉입구삼거리                           | 비봉로71번길                                         | 화성시        | 비봉면        |                       |
| 비봉사거리                               | 비봉로                                               | 화성시        | 비봉면        |                       |
| 비봉구포1리 교차로                       | 이화길                                               | 화성시        | 비봉면        |                       |
| 야목교                                   |                                                      | 화성시        | 비봉면        |                       |
| 야목 교차로                              | 국가지원지방도 제98호선 (본오매송로)                 | 화성시        | 매송면        |                       |
| 송라 교차로                              | 송숙로                                               | 화성시        | 매송면        |                       |
| 매송 나들목 (매송 교차로) (매송지하차도) | 15호선 서해안고속도로 반월들길                       | 화성시        | 매송면        |                       |
| 용담로와 직결                            |                                                      |               |               |                       |

## 주요 건물및 시설
- K렌트카 (푸른들판로 453/지월리 434-13)
- GS25화성지월리점 (푸른들판로 453/지월리 434-13)
- CU화성지월점 (푸른들판로 458/지월리 434-3)
- GS칼텍스신성주유소 (푸른들판로 586/구장리 158-10)
- 1급지성자동차정비 (푸른들판로 596/구장리 158-8)
- S-OIL팔탄주유소 (푸른들판로 603/구장리 142)
- 타이어아울렛 (푸른들판로 605/구장리 142-4)
- 경동택배 화성팔탄구장 112영업소 (푸른들판로 650/구장리 112-7)
- 세븐일레븐화성구장점 (푸른들판로 656/구장리 23-21)
- 신한은행팔탄금융센터 (푸른들판로 658/구장리 23-19)
- 미니스톱화성구장점 (푸른들판로 666/구장리 23-3)
- 타이어타운 한국타이어전문점 팔탄점 (푸른들판로 702/구장리 5)
- 현대카서비스 (푸른들판로 733/창곡리 1037-5)-)
- 스피드메이트 화성팔탄점 (푸른들판로 738/창곡리 1030-17)
- GS칼텍스창곡주유소 (푸른들판로 744/창곡리 1030)
- CU화성팔탄창곡점 (푸른들판로 919/창곡리 375-3)
- SK에너지KH에너지 직영 화성주요소 (푸른들판로 920/창곡리 310-6)
- 미니스톱화성창곡점 (푸른들판로 959/265-4)
- SK에너지현대주유소 (푸른들판로 1023/자안리 807-5)
- 현대오일뱅크자안 (푸른들판로 1116/자안리 509-1)
- 경동택배 화성비봉자안 505영업소 (푸른들판로 1119/자안리 505-2)
- 미니스톱비봉자안점 (푸른들판로 1122/자안리 510-1)
- SK에너지만세주유소 (푸른들판로 1133/자안리 517-3)
- S-OIL이화셀프주유소 (푸른들판로 1401/양노리 134-3)
- GS25비봉구포점 (푸른들판로 1657/구포리 830-4)
- GS칼텍스비봉주유소 (푸른들판로 1672/구포리 544)
- S-OIL매송주유소 (푸른들판로 1937/야목리 81-5)